# Nedanovce
Nedanovce jsou obec na Slovensku v okrese Partizánske v Trenčínském kraji ležící v severní části pohoří Tribeč na terase řeky Nitra. Žije zde 612 obyvatel.
První písemná zmínka o obci je z roku 1344. V obci je neorománská římskokatolická kaple z konce 19. století.